# شعاع زمین

روش ابوریحان بیرونی برای افزایش دقت محاسبه شعاع زمین.

شعاع زمین فاصله تقریبی مرکز زمین تا سطح آن و حدود ۶٬۳۷۱ کیلومتر است. این فاصله به عنوان یک یکای طول در اخترشناسی و ژئوفیزیک مورد استفاده قرار گرفته و معمولاً با علامت 🜨R مشخص می‌شود. در واقع اصطلاح «شعاع» از ویژگی‌های یک کره کامل است در حالی که زمین یک کره کامل نیست و شعاع آن؛ بیشتر با توجه به برآمدگی استوایی زمین، یک عدد ثابت نیست و مقدار آن از ۶٬۳۵۳ تا ۶٬۳۸۴ کیلومتر متغیر است.
ممکن است فاصله مرکز زمین تا برخی نقاط در سطح آن به عنوان شعاع آن نقاط بیان شود ولی عموماً شعاع زمین به معنای میانگین فاصله مرکز زمین تا سطح آن یا برخی نقاط ایدئال است. معمولاً منظور از نقاط ایدئال سطح آب‌های آزاد یا یک بیضی‌گون است که سطح تقریبی آب‌های آزاد را نشان می‌دهد.
نخستین منبعی که در آن به اندازه کره زمین اشاره شده، گزارش ارسطو در حدود ۳۵۰ سال پیش از میلاد است که در آن محیط کره زمین در حدود ۴۰۰٬۰۰۰ استادیا محاسبه شده است. محققان اندازه‌گیری ارسطو را از بسیار نادقیق تا حدود دو برابر اندازه واقعی تفسیر کرده‌اند. نخستین اندازه‌گیری علمی شناخته‌شده و محاسبه شعاع زمین توسط اراتوستن در حدود سال ۲۴۰ پیش از میلاد انجام شد. دقت اندازه‌گیری اراتوستن بین ۰٫۵٪ تا ۱۷٪ برآورد شده است. عدم قطعیت در اندازه‌گیری‌های ارسطو و اراتوستن به دلیل عدم اطمینان از اندازه دقیق واحد به کار رفته توسط ایشان (استادیا) است.
اراتوستن در این روش شعاع کره زمین را با اندازه‌گیری اختلاف زاویه تابش خورشید در دو شهر هم طول در امتداد شمال به جنوب محاسبه کرد که در این روش محاسبه فاصله دقیق دو شهر کاری دشوار و همراه با خطا است.
نخستین روش دقیق محاسبه شعاع زمین توسط ابوریحان بیرونی حکیم قرن ۴ و ۵ هجری ارائه شد. که با سه بار اندازه‌گیری زاویه و یک بار اندازه‌گیری یک مسافت کوتاه به دست آمد.